# Georges Perron
Pour l’article homonyme, voir Perron.
Georges Perron, né le 12 janvier 1925 à Chemillé et mort le 6 mai 2021 à Angers, est un prélat catholique français, évêque de Djibouti de 1992 à 2001.

## Biographie
Georges Marcel Émile Nicolas Perron est né le 12 janvier 1925, à Chemillé, en Maine-et-Loire.
Il fait profession religieuse chez les capucins le 8 septembre 1945, et est ordonné prêtre, le 29 juin 1951.
Il est nommé évêque de Djibouti, diocèse de la corne de l'Afrique, par le pape Jean-Paul II, le 21 novembre 1992, et reçoit la consécration épiscopale de Jean Cuminal, évêque de Blois, le 14 mars 1993.
Ayant atteint la limite d'âge fixée par le code de droit canonique de 1983, Georges Perron démissionne, le 13 mars 2001, et prend le titre d'évêque émérite de Djibouti.
Il meurt le 6 mai 2021, à l'âge de 96 ans.